# Seregno F.B.C. 1913 1981-1982
Questa voce raccoglie le informazioni riguardanti il Seregno F.B.C. 1913 nelle competizioni ufficiali della stagione  1981-1982.

## Rosa
| N. |                   | Ruolo | Calciatore            |
| -- | ----------------- | ----- | --------------------- |
|    | Italia (bandiera) |       | Alfeo                 |
|    | Italia (bandiera) | D     | Salvatore Aloise      |
|    | Italia (bandiera) | A     | Corrado Arioli        |
|    | Italia (bandiera) | C     | Mauro Baccega         |
|    | Italia (bandiera) | C     | Dario Bosisio         |
|    | Italia (bandiera) | A     | Paolo Brega           |
|    | Italia (bandiera) | C     | Marco Campi           |
|    | Italia (bandiera) | A     | Fabrizio Confalonieri |
|    | Italia (bandiera) | A     | Franco Corti          |
|    | Italia (bandiera) | C     | Moreno Cova           |
|    | Italia (bandiera) | D     | Enrico Crippa         |
|    | Italia (bandiera) | D     | Giovanni Galimberti   |

| N. |                   | Ruolo | Calciatore          |
| -- | ----------------- | ----- | ------------------- |
|    | Italia (bandiera) | C     | Vincenzo Gramignano |
|    | Italia (bandiera) | D     | Pietro Grassi       |
|    | Italia (bandiera) | C     | Pierluigi Lambrugo  |
|    | Italia (bandiera) | P     | Giuseppe Lorenzotti |
|    | Italia (bandiera) | D     | Luigi Maldera (I)   |
|    | Italia (bandiera) | C     | Virgino Molteni     |
|    | Italia (bandiera) | A     | Roberto Righi       |
|    | Italia (bandiera) | A     | Roberto Rossi       |
|    | Italia (bandiera) | D     | Tiziano Rota        |
|    | Italia (bandiera) | C     | Alberto Sironi      |
|    | Italia (bandiera) |       | Strada              |
|    | Italia (bandiera) | C     | Maurizio Valtorta   |

## Risultati

### Campionato

#### Girone di andata
| 20 settembre 1981 1ª giornata | Seregno | 0 – 1 | Casale |  |

| 27 settembre 1981 2ª giornata | Derthona | 0 – 1 | Seregno |  |

| 4 ottobre 1981 3ª giornata | Seregno | 1 – 0 | Lecco |  |

| 11 ottobre 1981 4ª giornata | Virescit Bergamo | 3 – 1 | Seregno |  |

| 18 ottobre 1981 5ª giornata | Seregno | 1 – 1 | Legnano |  |

| 25 ottobre 1981 6ª giornata | Novara | 2 – 1 | Seregno |  |

| 1º novembre 1981 7ª giornata | Seregno | 0 – 0 | Fanfulla |  |

| 8 novembre 1981 8ª giornata | Imperia | 1 – 0 | Seregno |  |

| 15 novembre 1982 9ª giornata | Seregno | 2 – 3 | Omegna |  |

| 22 novembre 1981 10ª giornata | Vogherese | 5 – 0 | Seregno |  |

| 29 novembre 1981 11ª giornata | Seregno | 1 – 0 | Savona |  |

| 6 dicembre 1981 12ª giornata | Seregno | 0 – 0 | Casatese |  |

| 13 dicembre 1981 13ª giornata | Spezia | 0 – 1 | Seregno |  |

| 20 dicembre 1981 14ª giornata | Pergocrema | 0 – 0 | Seregno |  |

| 3 gennaio 1982 15ª giornata | Seregno | 0 – 0 | Carrarese |  |

| 10 gennaio 1982 16ª giornata | Pavia | 2 – 1 | Seregno |  |

| 17 gennaio 1981 17ª giornata | Seregno | 1 – 2 | Pro Patria |  |

#### Girone di ritorno
| 24 gennaio 1982 18ª giornata | Casale | 1 – 0 | Seregno |  |

| 31 gennaio 1982 19ª giornata | Seregno | 0 – 1 | Derthona |  |

| 7 febbraio 1982 20ª giornata | Lecco | 1 – 0 | Seregno |  |

| 14 febbraio 1982 21ª giornata | Seregno | 1 – 0 | Virescit Bergamo |  |

| 21 febbraio 1982 22ª giornata | Legnano | 4 – 0 | Seregno |  |

| 28 febbraio 1982 23ª giornata | Seregno | 0 – 2 | Novara |  |

| 7 marzo 1982 24ª giornata | Fanfulla | 1 – 1 | Seregno |  |

| 21 marzo 1982 25ª giornata | Seregno | 2 – 1 | Imperia |  |

| 28 marzo 1982 26ª giornata | Omegna | 3 – 0 | Seregno |  |

| 4 aprile 1982 27ª giornata | Seregno | 1 – 1 | Vogherese |  |

| 18 aprile 1982 28ª giornata | Savona | 1 – 0 | Seregno |  |

| 25 aprile 1982 29ª giornata | Casatese | 1 – 0 | Seregno |  |

| 2 maggio 1982 30ª giornata | Seregno | 3 – 1 | Spezia |  |

| 9 maggio 1982 31ª giornata | Seregno | 1 – 0 | Pergocrema |  |

| 16 maggio 1982 32ª giornata | Carrarese | 2 – 0 | Seregno |  |

| 23 maggio 1982 33ª giornata | Seregno | 3 – 1 | Pavia |  |

| 30 maggio 1982 34ª giornata | Pro Patria | 1 – 0 | Seregno |  |